# 圆筒穗水蜈蚣
圆筒穗水蜈蚣（学名：Cyperus sesquiflorus subsp. cylindricus）是莎草科莎草属的植物。分布在马来亚、非洲、尼泊尔、菲律宾、度度、日本、越南、锡金、喜马拉雅山区以及中国大陆的云南省等地，生长于海拔1,300米至2,000米的地区，常生于河边路旁或河滩上，目前尚未由人工引种栽培。